# تشوي يونغ-جون
تشوي يونغ-جون (هانغل: 최영준) هو لاعب كرة قدم بروناي في مركز الدفاع، ولد في 16 أغسطس 1965 في ب. شارك مع منتخب بروناي لكرة القدم. أما مع النوادي، فقد لعب مع أولسان هيونداي ونادي بوسان أي بارك ونادي سول.

## وصلات خارجية
- تشوي يونغ-جون على موقع الاتحاد الدولي (مؤرشف)  (الإنجليزية)
- تشوي يونغ-جون على موقع دوري كوريا الجنوبية (الإنجليزية)
- تشوي يونغ-جون على موقع قاعدة بيانات كرة القدم.إي يو (الإنجليزية)
- تشوي يونغ-جون على موقع ناشيونال فوتبول تيمز (الإنجليزية)
- تشوي يونغ-جون على موقع أوليمبيديا (الإنجليزية)